# 解毒剂
解毒剂指可以解除毒性的物质。

## 區分
常见的毒物和对应的解毒剂有：
- 氰化物：亚硝酸异戊酯、丙酮二酸、亚硝酸钠或硫代硫酸盐；
- 一氧化碳：高壓氧；
- 甲醇：乙醇或甲吡唑；
- 乙二醇：乙醇或甲吡唑；
- 引起高铁血红蛋白血症的物质（如亚硝酸钠） ：亚甲蓝；
- 鸦片类药物：纳洛酮；
- 氟乙酰胺：乙酰胺

- 重金属：
  - 螯合剂如依地酸钙钠、二巯基丙醇、青霉胺、二巯基丁二酸；
  - 铊：普鲁士蓝；

- 农药
  - 有机磷农药：阿托品和氯解磷定
  - 草甘膦：商品名稱為年年春或農達、好你春、日日春、日產春、好伯春等，無解毒劑。
  - 百草枯(巴拉刈)：無解毒劑。

- 苯二氮䓬类药物：氟马西尼；
- β-受体阻滞剂：胰高血糖素；
- 地高辛：抗原结合片段；
- 对乙酰氨基酚：N-乙酰半胱氨酸；
- 华法林：维生素K1及新鲜冷冻血浆；
- 肝素：硫酸鱼精蛋白；
- 异烟肼：吡哆辛；
- 蓖麻毒素：无解毒剂。
- 抗胆碱能物质（如阿托品）：毒扁豆碱等胆碱酯酶抑制剂；